# Protonemura hrabei
Protonemura hrabei är en bäcksländeart som beskrevs av Raušer 1956. Protonemura hrabei ingår i släktet Protonemura och familjen kryssbäcksländor. Inga underarter finns listade i Catalogue of Life.